# 1815 v loďstvech
Tento článek obsahuje významné události v oblasti loďstev v roce 1815.

## Lodě vstoupivší do služby
- USS Demologos – dvojtrupová kolesová 24dělová fregata